# Kedatuan de Dapitan
Kedatuan de Dapitan (también llamado Reino de Bool) es el término utilizado por los historiadores locales de Bohol para referirse a los Dauis–Mansasa gobierno en la ciudad moderna de Tagbilaran y la isla de Panglao. El volumen de artefactos desenterrados en los sitios de Dauis y Mansasa puede haber inspirado la creación de la leyenda del "Reino de Dapitan" al juntar las leyendas orales de los Gente Eskaya y eventos históricos como el Ternatan incursión de Bohol y la migración de Boholanos bajo Datu Pagbuaya a Dapitan.

## Historia
En 1667, el padre Francisco Combes, en su Historia de Mindanao, mencionó que en un momento de su historia, la gente de la isla de Panglao invadió el territorio continental de Bohol y posteriormente impuso su dominio económico y político en la zona. Consideraron a los habitantes anteriores de las islas como sus esclavos por razón de la guerra, como lo atestigua por ejemplo cómo Datu Pagbuaya, uno de los gobernantes de Panglao, consideró a Datu Sikatuna como su vasallo y pariente. La invasión de la parte continental de Bohol por parte de la gente de Panglao marcó el comienzo del llamado "reino" de Bohol, también conocido como el "Reino Dapitan de Bohol". El "reino" de Bohol prosperó bajo el reinado de los dos gobernantes hermanos de Panglao - Datu Dailisan y Datu Pagbuaya, con vínculos comerciales establecidos con los países vecinos del sudeste asiático, particularmente con el Sultanato de Ternate. El florecimiento del comercio en el "reino" de Bohol se debe a su ubicación estratégica a lo largo de los concurridos canales comerciales de Cebú y Butuan. Para que otros países como Ternate obtengan acceso a los concurridos puertos comerciales de Visayas, primero deben forjar lazos diplomáticos con el "reino" de Bohol. Las relaciones entre el Sultanato de Ternate y Bohol se agriaron cuando el sultán de Ternatan se enteró del triste destino de su emisario y sus hombres que fueron ejecutados por los dos jefes gobernantes de Bohol como castigo por abusar de una de las concubinas. Así, en 1563, los ternatanos atacaron Bohol. Veinte joangas haciéndose pasar engañosamente por comerciantes fueron enviados por el sultán de Ternate para atacar Bohol.
Cogidos desprevenidos, los habitantes de Bohol no pudieron defenderse de los asaltantes de Ternatan, que también estaban equipados con armas de fuego sofisticadas como mosquetes y arcabuces, que los boholanos vieron por primera vez. Estas nuevas armas fueron el resultado de la ayuda de los portugueses a la incursión de Ternatan en Bohol. Muchos boholanos perdieron la vida en este conflicto, incluido el hermano de Pagbuaya, Datu Dailisan. Después de la incursión de represalia de Ternatan contra Bohol, Datu Pagbuaya, que quedó como el único jefe reinante de la isla, decidió abandonar Bohol continental junto con el resto de los hombres libres porque consideraban que la isla de Bohol era desafortunada y maldita. Se asentaron en la costa norte de la isla de Mindanao, donde establecieron el asentamiento de Dapitan.

## Conquista española
El pueblo de Dapitan se convirtió en enemigo jurado del Sultanato de Ternate y su odio se extendió incluso a los musulmanes cercanos en Filipinas. Cuando llegaron los españoles, su odio mutuo contra los musulmanes (como los españoles acababan de terminar la Reconquista) alió al pueblo Dapitan con los españoles. Dapitans, especialmente el guerrero, "Pedro Manooc" ayudó en la conquista de Manila islámica, que era un estado vasallo del Sultanato de Brunéi, también ayudó a invadir el Sultanato de Lanao y ayudó en la captura de Ternate portugués.